# Максим Бехар
Максим Бехар е български журналист, бизнесмен, дипломат и PR експерт от еврейски произход, почетен гражданин на град Шумен.

## Живот и кариера

### Журналистика
- 1985 – 1989: кореспондент на „Работническо дело“ в Шумен. [3]
- 1989 – 1991: кореспондент на „Работническо дело“ във Варшава.
- 1992 – 1995: съосновател на вестник „Стандарт“[4]

### Бизнес
- 1994 г. Основател и главен изпълнителен директор на M3 Communications Group, Inc.[5]
- 2001 – 2007: Председател на Българския форум на бизнес лидерите[6]
- 2003: Съосновател с губернатора на Невада Боб Милър на българско-американска консултантска компания Miller & Behar Strategies.[7]
- 2003: Основава и става председател на Борда на директорите на M3 Communications College[8] – лицензиран колеж в България за публични комуникации, асоцииран с Manhattan Institute of Management[9], Ню Йорк.
- 2009 – 2011: Председател на Управителния съвет на Българската асоциация на PR агенциите[10]

Бехар е председател на Съвета на Световния комуникационен форум в Давос, Швейцария и президент на Световната асоциация на PR агенциите (ICCO).

### Образование
- 1983: Международни отношения в Икономическия университет в Прага.
- 1999: Завършва пълната корпоративна програма по японски стил на мениджмънт, AOTS,[13] в Центъра Кеншу, Йокохама, Япония.
- 2011: Обучение по изпълнителен мениджмънт в Тихоокенаския институт на Лу Тайс в Сиатъл, Вашингтон, САЩ.

### Музикална Кариера
- 17 октомври 2023: Излиза първата му песен (с Lil Sha, Big Sha и Sarah Harralson) - PR We Are
- 16 януари 2024: Излиза ремикс на първата му песен.

## Други позиции и членства в организации
- 1997 – 2000: Член на борда и изпълнителен директор на Български инвестиционен форум.
- 1999 – 2012: Член на Джуниър ачийвмънт България[14]
- 2001 – 2007: Президент на българския форум на бизнес лидери[15][16]
- 2002-понастоящем: Основател и председател на Българо-полския бизнес клуб.[17]
- 2002-понастоящем: Член-основател на Съвета на директорите на фондация „За нашите деца“[18]
- 2003 – 2011: Член на Централния израилтянски духовен съвет[19]
- 2005-понастоящем: Пълноправен член на Американското общество за пъблик рилейшънс [20]
- 2005-понастоящем: Вицепрезидент на Атлантическия клуб[21]
- 2012-понастоящем: Председател на Хилл+Нолтън Стратегии, Чехия.[22]

## Дипломатическа служба
Бехар е Почетен консул на Република Сейшели в България.

## Награди
- 2005: Почетен гражданин на гр. Шумен[24]
- 2012: Награда на сп. „Икономика“ за постижения в бизнес комуникациите[25]
- 2012: Асоциацията за бизнес комуникации на Индия го обявява за „Комуникатор на десетилетието“.[26]
- 2015: Награда „Златен Стиви“[27]

## Агентурно минало
Обявен е от т.нар. Комисия по досиетата за бивш сътрудник на Държавна сигурност от 1980 до 1988 г. Самият Бехар категорично отрича изнесената информация.